# Sylvain Ageorges
Pour les articles homonymes, voir Ageorges.
 (mai 2024).
Sylvain Ageorges, né à Marseille en 1965, est un photographe français.

## Biographie
Il s’est installé à Paris en 1989. Depuis 2003, il est auteur et coauteur en tant que photographe de plusieurs livres sur Paris aux Éditions Parigramme avec François Thomazeau, Gilles Del Pappas, Dominique Lesbros ou encore Simon Roger, journaliste au quotidien le Monde.
Il a aussi réalisé deux livres sur Marseille dans la collection « Les beaux Jours » des Éditions Parigramme.
Il a publié « Sur les traces des expositions universelles de Paris » qui fait l'inventaire des vestiges des expositions parisiennes.
Parallèlement, il collabore, depuis le début des années 1990, avec de nombreux journaux, Paris Match, L'Express, VSD ou Historia…

## Expositions
ObjectifBrut, 5 avril - 12 mars 2024. Une mise en perspective de photos d'architecture Brutaliste et de détails d'appareils photos en macro,à Mers-les Bains

## Traductions
- «The authentic Bistrots of Paris» , avec François Thomazeau, aux éditions Little Bookroom,U.S. 2006   (ISBN 978-1892145345)
- «The Brasseries of Paris» avec François Thomazeau, aux éditions Little Bookroom,U.S. 2007   (ISBN 978-1892145499)
- «Sur les traces des Expositions universelles parisiennes» aux éditions Shanghai Publishing House (en chinois) 2010
- «Paris sans paroles» aux éditions Graphic-Sha (en japonais) 2017[6]  (ISBN 978-4-7661-3034-8)